# Woodsia subintermedia
Woodsia subintermedia är en hällebräkenväxtart som beskrevs av Nikolai Nikolaievich Tzvelev. Woodsia subintermedia ingår i släktet Woodsia och familjen Woodsiaceae. Inga underarter finns listade.